# Henri Pescarolo
Henri Jacques William Pescarolo, född 25 september 1942 i Montfermeil, är en fransk racerförare.

## Racingkarriär
Pescarolo, som var son till en kirurg, studerade medicin och blev under studietiden intresserad av racing. 1964 startade det franska bilsportmagasinet Sport Auto en racingserie med tiotusentals anmälda i vilken blivande förare skulle tas ut. Pescarolo var en av de 19 förare som gick vidare och som fick tävla. Han vann sitt första lopp men konkurrensen var hård med förare som Johnny Servoz-Gavin, Patrick Depailler, så några fler segrar blev det inte. 
Året efter fick Pescarolo chansen att tävla i formel 3 för Matra och 1967 vann han mästerskapstiteln varefter han fortsatte till formel 2 och senare till formel 1 för samma stall. 1969 fick han göra ett tillfälligt uppehåll i racingen efter att ha kraschat med en Matra sportbil på Le Mans-banan och fått brännskador i ansiktet. Säsongen 1970 var Pescarolo tillbaka i formel 1. Han kom på tredje plats i Monaco 1970, vilket blev hans bästa placering i F1. Därefter körde han ett par säsonger för bland annat Williams, dock utan några egentliga framgångar varför han ändrade inriktning och började tävla i sportvagnsracing.
Pescarolo hade en mycket framgångsrik sportvagnskarriär och var bland annat med och vann Le Mans 24-timmars i Matra-Simca 1972, 1973 och 1974 och i Porsche 1984. Han har som förare deltagit i 33 lopp, vilket är rekord för antalet Le Mans-starter.
Han avslutade han sin förarkarriär i slutet av 1990-talet och driver sedan 2000 det egna stallet Pescarolo Sport.

## F1-karriär

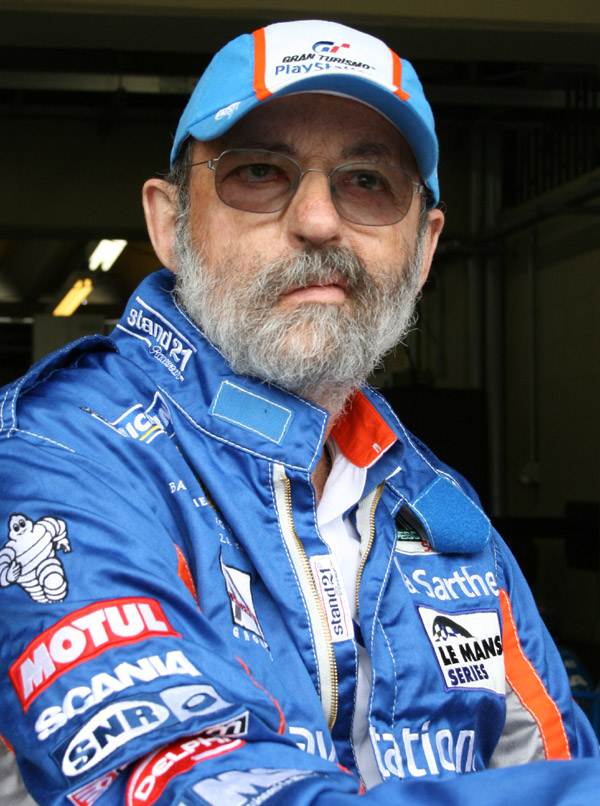
Henri Pescarolo, 2007.

| Säsong | Stall/Tillverkare                       | Poäng | Placering |
| ------ | --------------------------------------- | ----- | --------- |
| 1968   | Matra                                   | 0     | –         |
| 1970   | Matra                                   | 8     | 12        |
| 1971   | Williams (March-Ford)                   | 4     | 16        |
| 1972   | Williams (March-Ford & Politoys-Ford)   | 0     | –         |
| 1973   | Williams (Iso Marlboro-Ford) March-Ford | 0     | –         |
| 1974   | BRM                                     | 0     | –         |
| 1976   | BS Fabrications (Surtees-Ford)          | 0     | –         |

| 1. Monaco 1970 | 1. Italien 1971 |